# Équipe d'Algérie de football au Championnat d'Afrique des nations 2022
 (mars 2024).
Si vous disposez d'ouvrages ou d'articles de référence ou si vous connaissez des sites web de qualité traitant du thème abordé ici, merci de compléter l'article en donnant les références utiles à sa vérifiabilité et en les liant à la section « Notes et références ».
Cet article relate le parcours de l’Équipe d'Algérie de football A' lors du Championnat d'Afrique des nations de football 2022 organisé en Algérie du 13 janvier 2023 au 4 février 2023. Il s'agit de la 2e participation de l'Algérie au Championnat d'Afrique des nations de football après 2011.

## Qualifications
L'Algérie s'est qualifiée pour le CHAN 2022 le 28 septembre 2018 sans disputer les éliminatoires, car c'est le pays organisateur.

## Classements et résultats

### Phase de poules

#### Groupe A
L'Algérie fait partie du groupe A du Championnat d'Afrique des nations de football 2022, avec le Mozambique, la Libye et l'Éthiopie.
| Équipe     | J | V | N | D | BP | BC | Dif | Pts |
| ---------- | - | - | - | - | -- | -- | --- | --- |
| Algérie    | 3 | 3 | 0 | 0 | 3  | 0  | +3  | 9   |
| Mozambique | 3 | 1 | 1 | 1 | 3  | 3  | 0   | 4   |
| Libye      | 3 | 1 | 0 | 2 | 5  | 5  | 0   | 3   |
| Éthiopie   | 3 | 0 | 1 | 2 | 1  | 4  | -3  | 1   |

## Algérie - Libye
| 1re journée               | Algérie                  | 1 - 0   | Libye | Stade Nelson-Mandela (Baraki)                 |                                               |
| 13 janvier 2023 19h (UTC) | Aymen Mahious 57e (pen.) | (0 - 0) |       | Spectateurs : 40 000 Arbitrage : Abongile Tom | Spectateurs : 40 000 Arbitrage : Abongile Tom |

| Algérie | Libye |

| GK               | 16 | Alexis Guendouz         |       |           |
| DF               | 22 | Mokhtar Belkhiter       |       |           |
| DF               | 15 | Zineddine Belaïd        |       |           |
| DF               | 5  | Ayoub Abdellaoui        |       |           |
| DF               | 21 | Youcef Laouafi          | 90+1e |           |
| MF               | 6  | Ahmed Kendouci          |       |           |
| MF               | 8  | Zakaria Draoui          |       |           |
| FW               | 18 | Aymen Mahious           |       | 61e       |
| MF               | 14 | Houssem Eddine Mrezigue |       |           |
| FW               | 7  | Abderrahmane Meziane    |       |           |
| FW               | 17 | Aimen Lahmeri           |       | 71e       |
| Remplacements :  |    |                         |       |           |
| DF               | 2  | Chouaib Keddad          |       |           |
| MF               | 27 | Mohamed Ait El Hadj     |       |           |
| MF               | 4  | Akram Djahnit           |       |           |
| MF               | 11 | Oussama Chita           |       |           |
| FW               | 10 | Fethi Tahar             |       | 90+2e     |
| FW               | 9  | Karim Aribi             | 90+2e | 61e       |
| GK               | 23 | Chamseddine Rahmani     |       |           |
| DF               | 28 | Houari Baouche          |       |           |
| FW               | 13 | Mohamed Islam Belkhir   |       |           |
| DF               | 24 | Saâdi Radouani          |       |           |
| MF               | 25 | Chouaib Debbih          |       | 71e 90+2e |
| DF               | 3  | Hocine Dehiri           |       |           |
| Sélectionneur :  |    |                         |       |           |
| Madjid Bougherra |    |                         |       |           |

| GK               | 1  | Muad Allafi       |     |       |
| DF               | 23 | Muayid Jaddour    |     | 87e   |
| DF               | 13 | Mohamed El-Munir  |     |       |
| DF               | 14 | Ali Ramadhan      | 81e |       |
| DF               | 15 | Mahmoud Okashah   |     | 90+4e |
| MF               | 25 | Mohammed Touhami  |     |       |
| MF               | 18 | Abdulati Abbasi   | 66e | 69e   |
| MF               | 6  | Belkasim Rajab    |     |       |
| FW               | 20 | Anis Saltou       |     |       |
| FW               | 10 | Omar Al Khouja    |     |       |
| FW               | 8  | Mansour Makkari   |     |       |
| Remplacements :  |    |                   |     |       |
| MF               | 5  | Mustafa Hamza     |     |       |
| DF               | 4  | Ali Almusrati     |     |       |
| FW               | 7  | Ahmed Karwaa      |     |       |
| FW               | 9  | Saleh Taher Saeid |     |       |
| MF               | 21 | Talal Farhat      |     | 90+4e |
| MF               | 16 | Suhaib Shafshuf   |     |       |
| GK               | 12 | Murad Al Woheshi  |     |       |
| MF               | 24 | Oussama Belaid    |     | 87e   |
| GK               | 22 | Muad Al Mansoori  |     |       |
| FW               | 19 | Muad Eisay        |     | 69e   |
| MF               | 17 | Ali Arqoub        |     |       |
| FW               | 11 | Amer Muftah       |     |       |
| Sélectionneur :  |    |                   |     |       |
| Corentin Martins |    |                   |     |       |

## Algérie - Éthiopie
| 2e journée                | Algérie                      | 1 - 0   | Éthiopie | Stade Nelson-Mandela (Baraki)                          |                                                        |
| 17 janvier 2023 20h (UTC) | Aymen Mahious 52e (Meziane ) | (0 - 0) |          | Spectateurs : 34 987 Arbitrage : Pierre Ghislain Atcho | Spectateurs : 34 987 Arbitrage : Pierre Ghislain Atcho |

| Algérie | Éthiopie |

| GK               | 16 | Alexis Guendouz         |  |       |
| DF               | 5  | Ayoub Abdellaoui        |  | 70e   |
| DF               | 2  | Chouaib Keddad          |  |       |
| DF               | 15 | Zineddine Belaïd        |  |       |
| DF               | 22 | Mokhtar Belkhiter       |  |       |
| MF               | 6  | Ahmed Kendouci          |  | 78e   |
| MF               | 14 | Houssem Eddine Mrezigue |  |       |
| MF               | 8  | Zakaria Draoui          |  |       |
| FW               | 21 | Youcef Laouafi          |  | 78e   |
| FW               | 18 | Aymen Mahious           |  | 70e   |
| FW               | 7  | Abderrahmane Meziane    |  | 90+4e |
| Remplacements :  |    |                         |  |       |
| FW               | 10 | Fethi Tahar             |  |       |
| DF               | 19 | Ayoub Ghezala           |  | 70e   |
| MF               | 11 | Oussama Chita           |  |       |
| DF               | 28 | Houari Baouche          |  | 78e   |
| DF               | 24 | Saâdi Radouani          |  | 90+4e |
| FW               | 9  | Karim Aribi             |  |       |
| GK               | 1  | Farid Chaâl             |  |       |
| MF               | 27 | Mohamed Ait El Hadj     |  |       |
| FW               | 13 | Mohamed Islam Belkhir   |  | 78e   |
| FW               | 12 | Mohamed Islam Bakir     |  |       |
| FW               | 20 | Sofiane Bayazid         |  | 70e   |
| MF               | 4  | Akram Djahnit           |  |       |
| Sélectionneur :  |    |                         |  |       |
| Madjid Bougherra |    |                         |  |       |

| GK              | 23 | Fasil Gerbremichael  |     |     |
| DF              | 2  | Suleman Hamid        |     |     |
| DF              | 4  | Mignot Debebe        | 83e |     |
| DF              | 5  | Million Solomon      |     |     |
| DF              | 20 | Ramadan Yusef        |     |     |
| MF              | 19 | Fuad Fereje          |     | 46e |
| MF              | 6  | Gatoch Panom         | 75e |     |
| MF              | 3  | Mesud Mohammed       |     | 57e |
| FW              | 8  | Kenean Markneh       |     |     |
| FW              | 11 | Amanuel Gebremichael |     | 76e |
| FW              | 7  | Chernet Gugesa       |     | 57e |
| Remplacements : |    |                      |     |     |
| FW              | 10 | Beneyam Demte        |     | 46e |
| MF              | 21 | Alelegn Azene        |     |     |
| DF              | 26 | Bekele Berhane       |     |     |
| MF              | 12 | Yehun Endeshaw       |     | 57e |
| FW              | 14 | Duresa Shubisa       |     | 76e |
| GK              | 22 | Bahiru Negash        |     |     |
| DF              | 13 | Git Gatkut           |     |     |
| FW              | 17 | Kitika Jemma         |     | 57e |
| DF              | 16 | Fetudin Jemal        |     |     |
| GK              | 1  | Bereket Amare        |     |     |
| DF              | 15 | Aschalew Tamene      |     |     |
| DF              | 24 | Alembirhan Yigzaw    |     |     |
| Sélectionneur : |    |                      |     |     |
| Wubetu Abate    |    |                      |     |     |

## Mozambique - Algérie
| 3e journée                | Mozambique | 0 - 1   | Algérie                     | Stade Nelson-Mandela (Baraki)                   |                                                 |
| 21 janvier 2023 20h (UTC) |            | (0 - 1) | Hocine Dehiri 7e (Djahnit ) | Spectateurs : 37 279 Arbitrage : Mahmood Ismail | Spectateurs : 37 279 Arbitrage : Mahmood Ismail |

| Mozambique | Algérie |

| GK              | 22              | Ivan                |       | 41e |
| DF              | 18              | Bheu                | 6e    | 40e |
| DF              | 13              | Martinho            |       |     |
| DF              | 14              | Chico               |       |     |
| DF              | 15              | Domingos            |       |     |
| MF              | 23              | Shaquille           |       | 59e |
| DF              | 5               | Feliciano João Jone |       |     |
| MF              | 6               | Amadou              |       | 60e |
| MF              | 16              | Telinho             |       | 60e |
| FW              | 10              | Isac                |       |     |
| FW              | 9               | Melque              | 90+1e |     |
| Remplacements : |                 |                     |       |     |
| MF              | 20              | Ailton              |       |     |
| FW              | 19              | Lau King            |       | 59e |
| MF              | 17              | Dario               |       | 60e |
| FW              | 11              | Melven              |       |     |
| GK              | 12              | Guambe              |       |     |
| FW              | 21              | Kito                |       |     |
| MF              | 7               | Nelson              |       | 60e |
| FW              | 8               | Bonde               |       |     |
| DF              | 4               | Danilo              |       | 40e |
| DF              | 3               | Macaime             |       |     |
| GK              | 1               | Fazito              |       | 41e |
| DF              | 2               | Infren              |       |     |
| Sélectionneur : |                 |                     |       |     |
| Chiquinho Conde | Chiquinho Conde | Chiquinho Conde     | 73e   |     |

| GK               | 16 | Alexis Guendouz         |       |       |
| DF               | 2  | Chouaib Keddad          | 45+6e |       |
| DF               | 19 | Ayoub Ghezala           |       |       |
| DF               | 3  | Hocine Dehiri           |       | 70e   |
| DF               | 28 | Houari Baouche          |       |       |
| MF               | 11 | Oussama Chita           |       | 82e   |
| MF               | 8  | Zakaria Draoui          |       |       |
| FW               | 13 | Mohamed Islam Belkhir   | 58e   | 62e   |
| DF               | 24 | Saâdi Radouani          |       |       |
| MF               | 4  | Akram Djahnit           |       | 62e   |
| FW               | 9  | Karim Aribi             |       | 82e   |
| Remplacements :  |    |                         |       |       |
| FW               | 7  | Abderrahmane Meziane    |       |       |
| DF               | 21 | Youcef Laouafi          |       |       |
| MF               | 14 | Houssem Eddine Mrezigue | 82e   | 90+5e |
| FW               | 20 | Sofiane Bayazid         |       |       |
| FW               | 17 | Aziz Lahmeri            |       | 62e   |
| GK               | 23 | Chamseddine Rahmani     |       |       |
| FW               | 10 | Fethi Tahar             |       |       |
| DF               | 26 | Haithem Loucif          |       |       |
| DF               | 15 | Zineddine Belaïd        |       | 70e   |
| MF               | 27 | Mohamed Ait El Hadj     |       |       |
| FW               | 18 | Aymen Mahious           |       | 82e   |
| FW               | 12 | Mohamed Islam Bakir     |       | 62e   |
| Sélectionneur :  |    |                         |       |       |
| Madjid Bougherra |    |                         |       |       |

## Quarts de finale
| 27 janvier 2023 | Algérie                    | 1 - 0   | Côte d'Ivoire         | Stade Nelson-Mandela (Baraki)                   |                                                 |
| 17h00 (UTC)     | Aymen Mahious 90+6e (pen.) | (0 - 0) |                       | Spectateurs : 37 853 Arbitrage : Abdelaziz Bouh | Spectateurs : 37 853 Arbitrage : Abdelaziz Bouh |
| 17h00 (UTC)     | Alexis Guendouz 20e        |         | Kouassi Attohoula 34e | Spectateurs : 37 853 Arbitrage : Abdelaziz Bouh | Spectateurs : 37 853 Arbitrage : Abdelaziz Bouh |

| Algérie | Côte d’Ivoire |

| GK               | 16 | Alexis Guendouz         | 20e   |        |
| DF               | 2  | Chouaib Keddad          |       | 90+10e |
| DF               | 22 | Mokhtar Belkhiter       |       |        |
| DF               | 5  | Ayoub Abdellaoui        |       |        |
| DF               | 15 | Zineddine Belaïd        | 68e   |        |
| MF               | 21 | Youcef Laouafi          |       |        |
| MF               | 14 | Houssem Eddine Mrezigue |       |        |
| MF               | 8  | Zakaria Draoui          |       |        |
| MF               | 6  | Ahmed Kendouci          |       | 23e    |
| FW               | 7  | Abderrahmane Meziane    |       |        |
| FW               | 18 | Aymen Mahious           | 90+8e | 90+10e |
| Remplacements :  |    |                         |       |        |
| GK               | 1  | Farid Chaâl             |       | 23e    |
| MF               | 4  | Akram Djahnit           |       |        |
| FW               | 9  | Karim Aribi             |       |        |
| FW               | 10 | Fethi Tahar             |       |        |
| MF               | 11 | Oussama Chita           |       |        |
| FW               | 12 | Mohamed Islam Bakir     |       |        |
| FW               | 17 | Aziz Lahmeri            |       |        |
| DF               | 19 | Ayoub Ghezala           |       | 90+10e |
| FW               | 20 | Sofiane Bayazid         |       |        |
| MF               | 27 | Mohamed Ait El Hadj     |       |        |
| DF               | 28 | Houari Baouche          |       | 90+10e |
| Sélectionneur :  |    |                         |       |        |
| Madjid Bougherra |    |                         |       |        |

| GK               | 1  | Charles Ayayi         |       |     |
| DF               | 17 | Ande Habib Cirille    |       |     |
| DF               | 12 | Souleymane Coulibaly  | 43e   |     |
| DF               | 21 | Abdoul Siahoune       |       |     |
| DF               | 2  | Kouassi Attohoula     | 34e   |     |
| MF               | 19 | Essis Beaudeleire Aka | 90+9e |     |
| MF               | 13 | Semelo Gueï           |       |     |
| MF               | 9  | Sankara Karamoko      |       |     |
| MF               | 15 | Constant Wayou        |       | 38e |
| MF               | 22 | Salifou Diarrassouba  | 27e   | 82e |
| FW               | 20 | Vignon Ouotro         |       | 46e |
| Remplacements :  |    |                       |       |     |
| FW               | 7  | Mohamed Sylla         |       | 46e |
| DF               | 18 | Serge Badjo           |       |     |
| MF               | 6  | Mohamed Zougrana      |       | 82e |
| DF               | 5  | Issif Traore          |       |     |
| MF               | 10 | Anicet Oura           |       |     |
| MF               | 4  | Marc Goua             |       |     |
| GK               | 23 | Drissa Bamba          |       |     |
| DF               | 25 | Moise Gbai            |       | 38e |
| MF               | 14 | Aubin Kouamé          |       |     |
| MF               | 11 | Abdramane Konaté      |       |     |
| MF               | 3  | Alpha Sidibé          |       |     |
| MF               | 8  | Pacome Zouzoua        |       |     |
| Sélectionneur :  |    |                       |       |     |
| Souhalio Haïdara |    |                       |       |     |

## Demi-finale
| 31 janvier 2023 | Algérie | 5 - 0   | Niger | Stade Miloud Hadefi                           |                                               |
| 17 h 00 (UTC)   | Ayoub Abdellaoui 15e · Aymen Mahious 23e (Draoui ) 34e (Laouafi ) · Katakoré 45e (csc) · Sofiane Bayazid 83e (Mrezigue ) | (4 - 0) |       | Spectateurs : 39 000 Arbitrage : Abongile Tom | Spectateurs : 39 000 Arbitrage : Abongile Tom |

| Algérie | Niger |

| GK               | 1  | Farid Chaâl             |  |     |
| DF               | 5  | Ayoub Abdellaoui        |  |     |
| DF               | 15 | Zineddine Belaïd        |  | 69e |
| DF               | 2  | Chouaib Keddad          |  |     |
| MF               | 21 | Youcef Laouafi          |  | 69e |
| MF               | 6  | Ahmed Kendouci          |  | 69e |
| MF               | 14 | Houssem Eddine Mrezigue |  |     |
| MF               | 22 | Mokhtar Belkhiter       |  |     |
| FW               | 7  | Abderrahmane Meziane    |  | 84e |
| FW               | 18 | Aymen Mahious           |  | 69e |
| FW               | 8  | Zakaria Draoui          |  |     |
| Remplacements :  |    |                         |  |     |
| MF               | 4  | Akram Djahnit           |  |     |
| MF               | 11 | Oussama Chita           |  |     |
| DF               | 19 | Ayoub Ghezala           |  | 69e |
| DF               | 24 | Saâdi Radouani          |  |     |
| GK               | 23 | Chamseddine Rahmani     |  |     |
| FW               | 10 | Fethi Tahar             |  | 69e |
| MF               | 27 | Mohamed Ait El Hadj     |  | 84e |
| DF               | 3  | Hocine Dehiri           |  |     |
| FW               | 12 | Mohamed Islam Bakir     |  |     |
| FW               | 20 | Sofiane Bayazid         |  | 69e |
| FW               | 9  | Karim Aribi             |  |     |
| DF               | 28 | Houari Baouche          |  | 69e |
| Sélectionneur :  |    |                         |  |     |
| Madjid Bougherra |    |                         |  |     |

| GK                  | 22 | Mahamadou Djibo          |     |     |
| DF                  | 5  | Abdoul Adamou Garba      |     | 72e |
| DF                  | 15 | Boureima Katakore        |     |     |
| DF                  | 3  | Ismael Souley            | 37e |     |
| DF                  | 2  | Adamou Djibo             |     |     |
| MF                  | 18 | Bilyamine Moussa         |     | 38e |
| MF                  | 23 | Kader Aboubacar          |     |     |
| MF                  | 20 | Faysal Abdoulaye         |     | 38e |
| MF                  | 9  | Abdoul Aziz Ibrahim      |     | 61e |
| FW                  | 14 | Imarana Seyni            |     | 61e |
| FW                  | 11 | Boubacar Haïnikoye       |     |     |
| Remplacements :     |    |                          |     |     |
| DF                  | 6  | Abdoul Kassali           |     | 72e |
| FW                  | 10 | Mossi Issa Moussa        |     |     |
| MF                  | 8  | Moussa Kassa Moudou      |     | 38e |
| MF                  | 13 | Mahamadou Ibrahim        |     |     |
| GK                  | 1  | Yahaya Mainassara Babari |     |     |
| DF                  | 25 | Laouali Salaou           |     |     |
| MF                  | 21 | Ziyad El-Jaouni          |     |     |
| MF                  | 24 | Marouf Salissou          |     |     |
| DF                  | 26 | Alhabib Hassane          |     |     |
| DF                  | 17 | Mohamed Idrissa Karimou  |     | 61e |
| FW                  | 7  | Yacine Wa Massamba       |     | 61e |
| MF                  | 12 | Ousseini Badamassi       |     | 38e |
| Sélectionneur :     |    |                          |     |     |
| Harouna Doula Gabde |    |                          |     |     |

## Finale
| 4 février 2023 | Algérie                                                                                            | 0 – 0                 | Sénégal                                                                                         | Stade Nelson-Mandela (Baraki)                    |                                                  |
| 20 h 30 (UTC)  | | (0 – 0, 0 – 0, 0 – 0) |                                                                                                 | Spectateurs : 39 120 Arbitrage : Pierre Ghislain | Spectateurs : 39 120 Arbitrage : Pierre Ghislain |
| 20 h 30 (UTC)  | Akram Djahnit · Zakaria Draoui · Sofiane Bayazid · Youcef Laouafi · Aymen Mahious · Ahmed Kendouci | Tirs au but 4 – 5     | Moutarou Baldé · Moussa Ndiaye · Moussa Kanté · Cheikhou Ndiaye · Lamine Camara · Ousmane Diouf | Spectateurs : 39 120 Arbitrage : Pierre Ghislain | Spectateurs : 39 120 Arbitrage : Pierre Ghislain |

| Algérie | Sénégal |

| GK               | 16 | Alexis Guendouz         |      |        |
| DF               | 22 | Mokhtar Belkhiter       |      |        |
| DF               | 5  | Ayoub Abdellaoui        |      |        |
| DF               | 2  | Chouaib Keddad          |      |        |
| DF               | 15 | Zineddine Belaïd        |      |        |
| MF               | 8  | Zakaria Draoui          |      |        |
| MF               | 12 | Mohamed Islam Bakir     |      | 68e    |
| MF               | 14 | Houssem Eddine Mrezigue | 111e | 120+2e |
| FW               | 21 | Youcef Laouafi          |      |        |
| FW               | 7  | Abderrahmane Meziane    | 23e  | 114e   |
| FW               | 18 | Aymen Mahious           | 108e |        |
| Remplacements :  |    |                         |      |        |
| GK               | 1  | Farid Chaâl             |      |        |
| MF               | 11 | Oussama Chita           |      |        |
| FW               | 10 | Fethi Tahar             |      |        |
| DF               | 3  | Hocine Dehiri           |      |        |
| MF               | 4  | Akram Djahnit           |      | 120+2e |
| MF               | 27 | Mohamed Ait El Hadj     |      |        |
| DF               | 24 | Saâdi Radouani          |      |        |
| FW               | 20 | Sofiane Bayazid         |      | 114e   |
| MF               | 6  | Ahmed Kendouci          | 75e  | 68e    |
| FW               | 9  | Karim Aribi             |      |        |
| DF               | 19 | Ayoub Ghezala           |      |        |
| DF               | 28 | Houari Baouche          |      |        |
| Sélectionneur :  |    |                         |      |        |
| Madjid Bougherra |    |                         |      |        |

| GK              | 23 | Pape Mamadou Sy      |      |      |
| DF              | 4  | Mamadou Sané         | 31e  |      |
| DF              | 3  | Ousmane Diouf        |      |      |
| DF              | 22 | Cheikhou Ndiaye      |      |      |
| DF              | 12 | Cheikh Sidibé        | 15e  |      |
| MF              | 14 | Moussa Ndiaye        |      |      |
| MF              | 6  | Ousmane Kané         |      |      |
| MF              | 5  | Lamine Camara        | 23e  |      |
| FW              | 11 | Malick Mbaye         |      | 113e |
| FW              | 17 | Serigne Moctar Koïta |      | 83e  |
| FW              | 10 | Papa Diallo          |      | 113e |
| Remplacements : |    |                      |      |      |
| DF              | 18 | Moutarou Baldé       |      | 113e |
| MF              | 13 | Libasse Ngom         | 120e | 83e  |
| GK              | 16 | Alioune Badara Faty  |      |      |
| FW              | 7  | Cheikh Diouf         |      |      |
| MF              | 20 | Elimane Oumar Cissé  |      |      |
| DF              | 2  | Abdoulaye Diedhiou   |      |      |
| GK              | 1  | Pape Abdoulaye Dieng |      |      |
| FW              | 9  | Raymond Ndour        |      |      |
| MF              | 21 | Moussa Kanté         |      | 113e |
| DF              | 15 | Mélo Ndiaye          |      |      |
| DF              | 8  | Moussa Sogue         |      |      |
| MF              | 19 | Djibril Diarra       |      |      |
| Sélectionneur : |    |                      |      |      |
| Pape Thiaw      |    |                      |      |      |

## Statistiques

### Temps de jeu
| Joueur               |          |          |          |          |          |          | TT       | But inscrit | MJ       | MT       | Légende |
| -------------------- | -------- | -------- | -------- | -------- | -------- | -------- | -------- | ----------- | -------- | -------- | --- |
| Gardiens             | Gardiens | Gardiens | Gardiens | Gardiens | Gardiens | Gardiens | Gardiens | Gardiens    | Gardiens | Gardiens | Abréviations et symboles - TT : Total de minutes jouées - MJ : Nombre de matchs joués - MT : Matchs joués en tant que titulaire - : But - : Passe décisive - : Joueur entré - : Joueur remplacé - : Capitaine - : Carton jaune - : Carton rouge |
| Farid Chaâl          | -        | -        | -        | 67       | 90       | -        | 157      | 0           | 2        | 1        | Abréviations et symboles - TT : Total de minutes jouées - MJ : Nombre de matchs joués - MT : Matchs joués en tant que titulaire - : But - : Passe décisive - : Joueur entré - : Joueur remplacé - : Capitaine - : Carton jaune - : Carton rouge |
| Alexis Guendouz      | 90       | 90       | 90       | 20       | -        | 120      | 410      | 0           | 5        | 5        | Abréviations et symboles - TT : Total de minutes jouées - MJ : Nombre de matchs joués - MT : Matchs joués en tant que titulaire - : But - : Passe décisive - : Joueur entré - : Joueur remplacé - : Capitaine - : Carton jaune - : Carton rouge |
| Chamseddine Rahmani  | -        | -        | -        | -        | -        | -        | 0        | 0           | 0        | 0        | Abréviations et symboles - TT : Total de minutes jouées - MJ : Nombre de matchs joués - MT : Matchs joués en tant que titulaire - : But - : Passe décisive - : Joueur entré - : Joueur remplacé - : Capitaine - : Carton jaune - : Carton rouge |
| Défenseurs           |          |          |          |          |          |          |          |             |          |          | Abréviations et symboles - TT : Total de minutes jouées - MJ : Nombre de matchs joués - MT : Matchs joués en tant que titulaire - : But - : Passe décisive - : Joueur entré - : Joueur remplacé - : Capitaine - : Carton jaune - : Carton rouge |
| Chouaïb Keddad       | -        | 90       | 90       | 89       | 90       | 120      | 479      | 0           | 5        | 5        | Abréviations et symboles - TT : Total de minutes jouées - MJ : Nombre de matchs joués - MT : Matchs joués en tant que titulaire - : But - : Passe décisive - : Joueur entré - : Joueur remplacé - : Capitaine - : Carton jaune - : Carton rouge |
| Hocine Dehiri        | -        | -        | 70       | -        | -        | -        | 70       | 1           | 1        | 1        | Abréviations et symboles - TT : Total de minutes jouées - MJ : Nombre de matchs joués - MT : Matchs joués en tant que titulaire - : But - : Passe décisive - : Joueur entré - : Joueur remplacé - : Capitaine - : Carton jaune - : Carton rouge |
| Ayoub Abdellaoui     | 90       | 70       | -        | 90       | 90       | 120      | 460      | 1           | 5        | 5        | Abréviations et symboles - TT : Total de minutes jouées - MJ : Nombre de matchs joués - MT : Matchs joués en tant que titulaire - : But - : Passe décisive - : Joueur entré - : Joueur remplacé - : Capitaine - : Carton jaune - : Carton rouge |
| Zineddine Belaïd     | 90       | 90       | 20       | 90       | 69       | 120      | 479      | 0           | 6        | 5        | Abréviations et symboles - TT : Total de minutes jouées - MJ : Nombre de matchs joués - MT : Matchs joués en tant que titulaire - : But - : Passe décisive - : Joueur entré - : Joueur remplacé - : Capitaine - : Carton jaune - : Carton rouge |
| Ayoub Ghezala        | -        | 20       | 90       | 1        | 21       | -        | 132      | 0           | 4        | 1        | Abréviations et symboles - TT : Total de minutes jouées - MJ : Nombre de matchs joués - MT : Matchs joués en tant que titulaire - : But - : Passe décisive - : Joueur entré - : Joueur remplacé - : Capitaine - : Carton jaune - : Carton rouge |
| Youcef Laouafi       | 90       | 78       | -        | 90       | 69       | 120      | 447      | 0           | 5        | 5        | Abréviations et symboles - TT : Total de minutes jouées - MJ : Nombre de matchs joués - MT : Matchs joués en tant que titulaire - : But - : Passe décisive - : Joueur entré - : Joueur remplacé - : Capitaine - : Carton jaune - : Carton rouge |
| Mokhtar Belkhiter    | 90       | 90       | -        | 90       | 90       | 120      | 480      | 0           | 5        | 5        | Abréviations et symboles - TT : Total de minutes jouées - MJ : Nombre de matchs joués - MT : Matchs joués en tant que titulaire - : But - : Passe décisive - : Joueur entré - : Joueur remplacé - : Capitaine - : Carton jaune - : Carton rouge |
| Saâdi Radouani       | -        | 1        | 90       | -        | -        | -        | 91       | 0           | 2        | 1        | Abréviations et symboles - TT : Total de minutes jouées - MJ : Nombre de matchs joués - MT : Matchs joués en tant que titulaire - : But - : Passe décisive - : Joueur entré - : Joueur remplacé - : Capitaine - : Carton jaune - : Carton rouge |
| Haïthem Loucif       | -        | -        | -        | -        | -        | -        | 0        | 0           | 0        | 0        | Abréviations et symboles - TT : Total de minutes jouées - MJ : Nombre de matchs joués - MT : Matchs joués en tant que titulaire - : But - : Passe décisive - : Joueur entré - : Joueur remplacé - : Capitaine - : Carton jaune - : Carton rouge |
| Houari Baouche       | -        | 12       | 90       | 1        | 21       | -        | 124      | 0           | 4        | 1        | Abréviations et symboles - TT : Total de minutes jouées - MJ : Nombre de matchs joués - MT : Matchs joués en tant que titulaire - : But - : Passe décisive - : Joueur entré - : Joueur remplacé - : Capitaine - : Carton jaune - : Carton rouge |
| Milieux              |          |          |          |          |          |          |          |             |          |          | Abréviations et symboles - TT : Total de minutes jouées - MJ : Nombre de matchs joués - MT : Matchs joués en tant que titulaire - : But - : Passe décisive - : Joueur entré - : Joueur remplacé - : Capitaine - : Carton jaune - : Carton rouge |
| Akram Djahnit        | -        | -        | 62       | -        | -        | 1        | 63       | 0           | 2        | 1        | Abréviations et symboles - TT : Total de minutes jouées - MJ : Nombre de matchs joués - MT : Matchs joués en tant que titulaire - : But - : Passe décisive - : Joueur entré - : Joueur remplacé - : Capitaine - : Carton jaune - : Carton rouge |
| Ahmed Kendouci       | 90       | 78       | -        | 23       | 69       | 52       | 312      | 0           | 5        | 4        | Abréviations et symboles - TT : Total de minutes jouées - MJ : Nombre de matchs joués - MT : Matchs joués en tant que titulaire - : But - : Passe décisive - : Joueur entré - : Joueur remplacé - : Capitaine - : Carton jaune - : Carton rouge |
| Zakaria Draoui       | 90       | 90       | 90       | 90       | 90       | 120      | 570      | 0           | 6        | 6        | Abréviations et symboles - TT : Total de minutes jouées - MJ : Nombre de matchs joués - MT : Matchs joués en tant que titulaire - : But - : Passe décisive - : Joueur entré - : Joueur remplacé - : Capitaine - : Carton jaune - : Carton rouge |
| Oussama Chita        | -        | -        | 82       | -        | -        | -        | 82       | 0           | 1        | 1        | Abréviations et symboles - TT : Total de minutes jouées - MJ : Nombre de matchs joués - MT : Matchs joués en tant que titulaire - : But - : Passe décisive - : Joueur entré - : Joueur remplacé - : Capitaine - : Carton jaune - : Carton rouge |
| Islam Bakir          | -        | -        | 28       | -        | -        | 68       | 96       | 0           | 2        | 1        | Abréviations et symboles - TT : Total de minutes jouées - MJ : Nombre de matchs joués - MT : Matchs joués en tant que titulaire - : But - : Passe décisive - : Joueur entré - : Joueur remplacé - : Capitaine - : Carton jaune - : Carton rouge |
| Houssem Mrezigue     | 90       | 90       | 8        | 90       | 90       | 119      | 487      | 0           | 6        | 5        | Abréviations et symboles - TT : Total de minutes jouées - MJ : Nombre de matchs joués - MT : Matchs joués en tant que titulaire - : But - : Passe décisive - : Joueur entré - : Joueur remplacé - : Capitaine - : Carton jaune - : Carton rouge |
| Mohamed Ait El Hadj  | -        | -        | -        | -        | 6        | -        | 6        | 0           | 1        | 0        | Abréviations et symboles - TT : Total de minutes jouées - MJ : Nombre de matchs joués - MT : Matchs joués en tant que titulaire - : But - : Passe décisive - : Joueur entré - : Joueur remplacé - : Capitaine - : Carton jaune - : Carton rouge |
| Attaquants           |          |          |          |          |          |          |          |             |          |          | Abréviations et symboles - TT : Total de minutes jouées - MJ : Nombre de matchs joués - MT : Matchs joués en tant que titulaire - : But - : Passe décisive - : Joueur entré - : Joueur remplacé - : Capitaine - : Carton jaune - : Carton rouge |
| Abderrahmane Meziane | 90       | 89       | -        | 90       | 84       | 114      | 467      | 0           | 5        | 5        | Abréviations et symboles - TT : Total de minutes jouées - MJ : Nombre de matchs joués - MT : Matchs joués en tant que titulaire - : But - : Passe décisive - : Joueur entré - : Joueur remplacé - : Capitaine - : Carton jaune - : Carton rouge |
| Karim Aribi          | 29       | -        | 82       | -        | -        | -        | 111      | 0           | 2        | 1        | Abréviations et symboles - TT : Total de minutes jouées - MJ : Nombre de matchs joués - MT : Matchs joués en tant que titulaire - : But - : Passe décisive - : Joueur entré - : Joueur remplacé - : Capitaine - : Carton jaune - : Carton rouge |
| Fethi Tahar          | 1        | -        | -        | -        | 21       | -        | 22       | 0           | 2        | 0        | Abréviations et symboles - TT : Total de minutes jouées - MJ : Nombre de matchs joués - MT : Matchs joués en tant que titulaire - : But - : Passe décisive - : Joueur entré - : Joueur remplacé - : Capitaine - : Carton jaune - : Carton rouge |
| Islam Belkhir        | -        | 12       | 62       | -        | -        | -        | 74       | 0           | 2        | 1        | Abréviations et symboles - TT : Total de minutes jouées - MJ : Nombre de matchs joués - MT : Matchs joués en tant que titulaire - : But - : Passe décisive - : Joueur entré - : Joueur remplacé - : Capitaine - : Carton jaune - : Carton rouge |
| Aziz Lahmeri         | 71       | -        | 28       | -        | -        | -        | 99       | 0           | 2        | 1        | Abréviations et symboles - TT : Total de minutes jouées - MJ : Nombre de matchs joués - MT : Matchs joués en tant que titulaire - : But - : Passe décisive - : Joueur entré - : Joueur remplacé - : Capitaine - : Carton jaune - : Carton rouge |
| Aymen Mahious        | 61       | 70       | 8        | 89       | 69       | 120      | 417      | 5           | 6        | 5        | Abréviations et symboles - TT : Total de minutes jouées - MJ : Nombre de matchs joués - MT : Matchs joués en tant que titulaire - : But - : Passe décisive - : Joueur entré - : Joueur remplacé - : Capitaine - : Carton jaune - : Carton rouge |
| Sofiane Bayazid      | -        | 20       | -        | -        | 21       | 6        | 47       | 1           | 3        | 0        | Abréviations et symboles - TT : Total de minutes jouées - MJ : Nombre de matchs joués - MT : Matchs joués en tant que titulaire - : But - : Passe décisive - : Joueur entré - : Joueur remplacé - : Capitaine - : Carton jaune - : Carton rouge |
| Chouaïb Debbih       | 18       | -        | -        | -        | -        | -        | 18       | 0           | 1        | 0        | Abréviations et symboles - TT : Total de minutes jouées - MJ : Nombre de matchs joués - MT : Matchs joués en tant que titulaire - : But - : Passe décisive - : Joueur entré - : Joueur remplacé - : Capitaine - : Carton jaune - : Carton rouge |

### Buteurs
5 buts      
- Aymen Mahious  ( Libye) ( Éthiopie) ( Côte d'Ivoire) ( Niger × 2)

1 but  
- Hocine Dehiri  ( Mozambique)
- Ayoub Abdellaoui  ( Niger)
- Sofiane Bayazid  ( Niger)

Contre son camp  (csc)
- Katakoré

### Passeurs décisifs
1 passe 
- Abderrahmane Meziane
  -  Éthiopie : à Aymen Mahious
- Akram Djahnit
  -  Mozambique : à Hocine Dehiri
- Zakaria Draoui
  -  Niger : à Aymen Mahious
- Youcef Laouafi
  -  Niger : à Aymen Mahious
- Houssem Mrezigue
  -  Niger : à Sofiane Bayazid

### Cartons jaunes
2 cartons jaunes
- Houssem Mrezigue  ( 90+5e  Mozambique) ( 111e  Sénégal)
- Aymen Mahious  ( 90+8e  Côte d'Ivoire) ( 108e  Sénégal)

1 carton jaune
- Chouaïb Keddad  ( 45+6e  Mozambique)
- Youcef Laouafi  ( 90+1e  Libye)
- Ahmed Kendouci  ( 75e  Sénégal)
- Abderrahmane Meziane  ( 23e  Sénégal)
- Karim Aribi  ( 90+2e  Libye)
- Islam Belkhir  ( 58e  Mozambique)
- Zineddine Belaïd  ( 68e  Côte d'Ivoire)

### Cartons rouges
1 carton rouge
- Alexis Guendouz  (  20e  Côte d'Ivoire)